# Thánh Scholastica

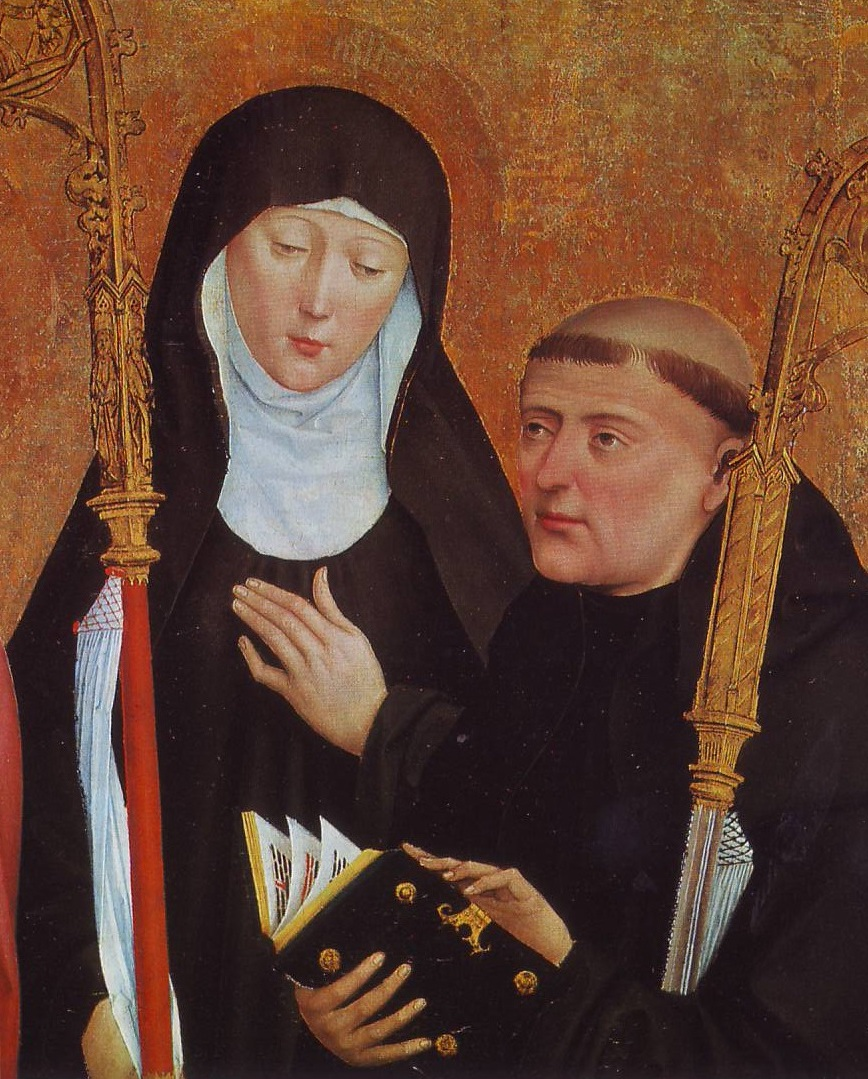
Tranh vẽ thánh Scôlastica (trái)

Thánh Scholastica (phát âm tiếng Việt như là Scôlastica đồng trinh hay Thánh nữ Cô-lát-ti-ca; sinh khoảng năm 480 – 10 tháng 2 năm 543 sau Công nguyên) là một nữ thánh của Giáo hội Công giáo, Giáo hội Chính thống giáo Đông phương và Cộng đồng Anh giáo. Bà sinh ra ở Ý và theo một truyền thống từ thế kỷ thứ chín cho rằng bà là chị em sinh đôi với Biển Đức thành Norcia. Ngày lễ của nữ thánh này nhằm ngày 10 tháng 2 gọi là Ngày Thánh Scholastica. Thánh Scholastica theo truyền thống được coi là người sáng lập dòng nữ tu Biển Đức (Benedictines). Hình ảnh phổ biến của vị nữ thánh này xuất hiện với bộ dạng cầm cây gậy mục tử và cây thánh giá, với con chim bồ câu bay ra từ mồm của nữ thánh.

## Tiểu sử
Thánh nữ Scholastica và Thánh Bênêđictô là hai người con song sinh của ông Anicius Eupropius và bà Claudia Abondantia Reguardati, chào đời vào năm 480 tại Nursia, Umbria, miền trung nước Ý ngày nay. Một số ý kiến cho rằng họ là “huynh muội” với nhau nhưng cũng có sách gọi là “tỷ muội”, nhưng đa số đã đặt thánh Scholastica làm người em. Thánh Bênêđictô và thánh Scholastica có thói quen mỗi năm đến vấn an nhau một lần tại một nơi ở giữa hai tu viện rồi cùng nhau cầu nguyện và đàm đạo kéo dài có khi kéo dài từ chiều hôm trước đến sáng hôm sau. Sau này khi đang cầu nguyện trong phòng tu nhỏ, thánh Bênêđictô có thị kiến là linh hồn thánh nữ Scholastica như hình chim bồ câu trắng bay bổng lên trời bèn sai các đan sĩ đến tu viện thì biết bà đã không còn.